# Акуліч Михайло Васильович
Миха́йло Васи́льович Аку́ліч (нар. 20 березня 1992, Кривий Ріг, Дніпропетровська обл. — пом. 28 листопада 2022, Діброва, Луганська обл.) — молодший сержант Збройних Сил України, учасник російсько-української війни, який загинув під час російського вторгнення в Україну, Кавалер ордена «За мужність» III ступеня (2023, посмертно). Позивний «Модний».

## Життєпис
Акуліч Михайло народився 20 березня 1992 року в м. Кривий Ріг, Дніпропетровської області, Україна.
В 1999 році пішов у перший клас середньої школи № 5 м. Кривий Ріг. Хлопець мав здібності до математики, тому в середню школу він пішов в Криворізьку гімназію № 103 в клас з математичним напрямком навчання. У 2012 році закінчив шкільну освіту в гімназії № 30 і того ж року вступив до Криворізького коледжу при Національному авіаційному університеті за спеціальністю «Електро радіо техніка повітряних суден».
З квітня 2015 року проходив строкову службу в ЗСУ. Після звільнення у запас з кінця 2016 року працював помічником машиніста тепловоза з вивезення гірської маси з карсту криворізького підприємства «АрселорМіттал».
З початком Михайло перебував на заробітках в Польщі, утім почувши про російське повномасштабне вторгнення негайно повернувся до України, де одразу пішов у центр комплектування. Боровся проти держави-терориста у складі 125-ї окремої бригади територіальної оборони ЗСУ на посаді командира стрілецького відділення.
Вірний військовій присязі, загинув 28 листопада 2022 року при виконанні службового обов'язку по захисту Батьківщини в районі н.п. Діброва, Сіверськодонецький район, Луганська область.
У Михайла залишились дружина і син, а також сестра, мати та батько, який наразі служить у 17-й окремій танковій Криворізькій бригаді імені Костянтина Пестушка.
Похований на Центральному кладовищі у секторі почесних поховань, м. Кривий Ріг.

## Нагороди
В червні 2023 року відповідно до указу президента України № 313/2023 Акуліча Михайла Васильовича за особисту мужність і самовідданість, виявлені у захисті державного суверенітету та територіальної цілісності України, вірність військовій присязі було посмертно відзначено державною нагородою: орденом «За мужність» III ступеня.
В травні 2024 відповідно до указу Міністра оборони України №786 від 21 травня 2024 року відзначено медаллю "Захиснику України".